# ISO 25964
La norma ISO 25964 és la norma tècnica sobre tesaurus com a eina de recuperació d'informació que substitueix les normes anteriors ISO 2788 i ISO 5964. La principal diferència és que aquesta norma més recent està pensada per a tesaurus tant monolingües com multilingües. Està publicada en dos parts: la Part 1, publicada el 2011, i la Part 2, que tracta l'aspecte de la interoperabilitat amb altres tesaurus i vocabularis, que fou publicada el 2013.
La principal novetat que introduí aquesta norma respecte les precedents és la clara distinció entre conceptes i termes, per a evitar confusions a les màquines que processen les dades i permetre l'interoperabilitat. També es caracteritza per un model de dades format per cinc classes: Thesaurus, ThesaurusArray, ThesaurusConcept, ThesaurusTerm i Note; que està disponible en format XML Schema a una web de NISO.